# Polizeiruf 110: Der Prinz von Homburg
Der Prinz von Homburg ist ein Kriminalfilm des HR von Titus Selge aus dem Jahr 2004 und erschien als 260. Folge der Filmreihe Polizeiruf 110. Es ist für den Ermittler Thomas Keller (Jan-Gregor Kremp) der erste Fall, den er zu lösen hat.
Nach dem Tod seines Vaters ermittelt Keller in Bad Homburg auf eigene Faust, um die Todesumstände aufzuklären.

## Handlung
Thomas Keller ist eigentlich als Kommissar in Berlin tätig, doch als er die Nachricht vom Tod seines Vaters erhält, reist er in seine Heimatstadt Bad Homburg. Am Bahnhof begrüßt ihn Wilhelm Meister, sein ehemaliger Chef, bei dem er seine Polizeiausbildung begonnen hatte.
Keller holen zunächst all seine Erinnerungen ein. Er ist in Bad Homburg aufgewachsen und vieles ist ihm noch vertraut. Sein Vater war Uhrmacher und hatte von André Bijou Wertsachen in Verwahrung, die dieser nun gern zurück hätte, aber der Tresor ist leer. Als passionierter Polizist will Keller die genauen Todesumstände wissen und fordert eine Obduktion. Die ergibt, dass sein Vater erwürgt wurde. Auch finden sich Hautfetzen unter den Fingernägeln.
Bei den Unterlagen seines Vaters findet Keller einen Brief von Nathalie Schmücker, einer alten Freundin seines Vaters. Auf dessen Einladung wollte sie ihn besuchen. Keller sucht Nathalie Schmücker auf und erfährt, dass sie vor 50 Jahren ein Liebesverhältnis mit seinem Vater hatte. Sie erwähnt auch einen Sohn, zu dem sie keinen Kontakt mehr hat.
Einige Tage später wird Keller im Haus seines Vaters überfallen, danach ist alles durchwühlt. Doch anstatt nach einem Täter zu suchen, nimmt Kommissar Meister kurzerhand Keller wegen Mordverdacht fest. Die DNA-Analyse hat eine 50%ige Übereinstimmung mit der des Opfers ergeben, was für Meister nur den Schluss zulässt, dass der Sohn des Toten der Mörder ist. Erst die Gegenprobe beweist, dass die DNA nicht von Thomas Keller ist.
Während seiner Ermittlungen hat sich Keller mit Sophie Stein angefreundet, die ein kleines Lokal in der Stadt besitzt. Sie bringt ihn auf die Idee, dass der verschollene Sohn von Nathalie Schmücker möglicherweise Kellers Bruder ist. Es stellt sich heraus, dass André Bijou der Sohn von Nathalie Schmücker und Heinrich Keller ist. Er gibt an, er habe seinen Vater jahrelang gesucht und dann auch gefunden. Da er Spielschulden hatte, war er in die Fänge von Diamantenhändlern geraten, für die er gestohlene Steine in Uhren nach Antwerpen geschmuggelt hatte, wobei ihm sein Vater geholfen hatte. Nach einiger Zeit wollte Heinrich Keller das aber nicht mehr mitmachen. Darüber hätten sie sich gestritten, aber umgebracht hätte er seinen Vater nicht. Nun steht Bijou in der Schuld dieser Ganoven, die ihre Steine der letzten Lieferung zurückhaben wollen. Er kann sie ihnen aber nicht geben, da sie verschwunden sind. Keller stellt den Dealern unter Mithilfe von Bijou eine Falle und kann sie festnehmen. Jedoch wird dabei sein Bruder von einem der Ganoven erstochen.
Keller hat eigentlich vor, nach Berlin zurückzufahren. Da entdeckt er, dass sein Vater als letztes mit Wilhelm Meister telefoniert hatte. Er stellt seinen alten Chef zur Rede. Der gibt zu, schon von je her in Kellers Mutter verliebt gewesen zu sein. An jenem Abend hätte Heinrich ihn angerufen und gebeten, die Diamantendealer zu fassen, damit sein Sohn heil aus der Geschichte herauskäme. Aber ein Streit um Kellers Mutter sei eskaliert, dabei habe Meister Kellers Vater erwürgt.
Kurz nach diesem Geständnis erschießt sich Meister. Keller beschließt daraufhin, in Bad Homburg zu bleiben, da bei der Kriminalpolizei eine Stelle frei wurde und er auch gern in Sophie Steins Nähe ist.

## Kritik
Die Kritiker der Fernsehzeitschrift TV Spielfilm lobten diesen Polizeiruf mit dem Daumen nach oben und fanden: „Pikanter Fall, fein zubereitet“.